# Sonsonate
Sonsonate er en by i det vestlige El Salvador, med et indbyggertal (pr. 2006) på cirka 110.000. Byen er hovedstad i et departement af samme navn.
13°43′N 89°43′V / 13.717°N 89.717°V